# さゆみ・ひかり
さゆみ・ひかりは、宮川大助・花子夫妻の長女・宮川さゆみ（一人っ子）と、横山やすしの次女・木村ひかりによる漫才コンビ。吉本興業所属。2000年7月結成（吉本興業公式プロフィールによる）。

## メンバー
宮川 さゆみ（みやがわ さゆみ、47歳、1978年3月25日 - ）
本名・松下紗弓（さゆみ）。大阪府寝屋川市出身。身長は162cm、血液型はA型。かねてより夢であった獣医師を目指しカナダへ留学したが、帰国後、ひかりとコンビを組み両親に弟子入りをした。
木村 ひかり（きむら ひかり、44歳、1980年10月19日 - ）
本名・相馬光（ひかり、旧姓：木村）。大阪府摂津市出身。身長は154cm、血液型はAB型。異母兄は木村一八。一八のほかに一般人の異母姉が一人いる。エステティシャンの民間資格を持つ。
2009年6月に僧侶との結婚を発表し、2010年5月9日に「新婚さんいらっしゃい!」に出演した。
2010年に長男を出産、2012年には長女を出産した。

## 来歴
1999年3月になんばグランド花月で「ひかり&さゆみ」名義で期間限定で出演、その年にアマチュアとして「今宮子供えびすマンザイ新人コンクール」に出場し福笑い大賞を受賞。吉本興業にスカウトされ、翌年12月に正式にデビュー。
2007年1月にひかりが芸能活動を休業し、コンビ活動も一時休止していたが、現在でも地道にコンビ活動を展開。「横山やすし13回忌追悼ウィーク」（2008年1月15日 - 2008年1月21日）のなんばグランド花月に出演。ひかりの父である横山やすしの13回忌を機にコンビ活動を再開。2008年4月には「ニューススクランブル」（読売テレビ）の特集で紹介された。

## 人物
ひかりは、父・やすしから「競艇選手になれ」と言われて、プロテストを受けようとしたが、父と同じく視力が低かった為、親子そろって断念した。その後女優を目指し、1992年より生前にやすしが所属していた芸能事務所阪田エージェンシーに入り数本の映画にも出演。芸能活動休業中に日本エステティック協会認定のエステティシャンの民間資格を取得し、2008年3月に自宅の2階でエステサロン「さろん光」を開業した。（ただしサロンの方は本業と両立できる様に予約制で営業しており、完全に芸能界を引退したわけではなかった。）
一方でさゆみは、母と弟弟子のたま子と共に「宮川家の女達」というトリオで活動等も行っていた。

## 出演

### テレビ
- ものまねバトル（日本テレビ系、2002年頃） - 宮川大助・花子との共演
- 爆笑オンエアバトル（NHK総合）　戦績0勝1敗 最高133KB
- 開運!なんでも鑑定団（テレビ東京系、2010年4月6日） - ひかりのみ出演、「出張鑑定コーナー」で夫の曾祖父のお宝品が鑑定され、1300万円の鑑定結果が出た。
- 新婚さんいらっしゃい!（ABC系、2010年5月9日） - ひかりのみ、夫婦で出演。

### 映画
- 明日があるさ THE MOVIE（2002年）